# Chiesa di San Lorenzo (Alzano Lombardo)
La chiesa di San Lorenzo  è la parrocchiale di Alzano Sopra, frazione di Alzano Lombardo, in provincia e diocesi di Bergamo, facente parte del vicariato di Alzano Lombardo. La chiesa conserva la tela di Enea Salmeggia detto il Talpino.

## Storia
L'antica chiesa dedicata a san Lorenzo risalente al XV secolo fu demolita nel 1939, perché risultava essere troppo lontana dall'urbano del paese e nella zona che si stava maggiormente industrializzando. Nel 1909 l'architetto Luigi Angelini presentò il suo progetto che fu approvato sia dalla curia vescovile che dalla provincia di Bergamo. La costruzione ebbe inizio nel 1912, in posizione dominante sulla località.
La decorazioni furono realizzate solo nel 1939 e la facciata edificata nel 1966 su progetto di Sandro Angelini.

## Descrizione

### Esterno
La chiesa è posta in posizione privilegiata rispetto alla frazione e l'Angelini nel suo progetto le aveva dato un aspetto rustico con l'uso di pietra locale posata a vista su struttura in calcestruzzo armato. La facciata fu nuovamente progettata dal figlio Sandro Angelini in forma più moderna, si presenta, infatti, con l'ampio porticato a sette arcate a tutto sesto poggianti su colonne toscane, di cui quello centrale di maggiore ampiezza. terminante con il timpano triangolare, L'edificio è preceduto da un grande scalone in pietra, e diviso in due ordini da lesene che reggono la trabeazione e timpano triangolare che riprende quello posto nel porticato sottostante.

### Interno
L'interno a pianta rettangolare, a navata unica divisa da colonne con alta zoccolatura e capitelli d'ordine corinzio in cemento sagomato, in quattro campate presenta tre cappelle che si propongono in più stili architettonici conseguenza del massiccio recupero dell'architettura, degli altari e degli arredi dell'antica chiesa. Le colonne reggono la doppia trabeazione completa di mensole che seguono tutta l'aula.
La zona presbiteriale leggermente inferiore rispetto all'aula preceduta dall'arco trionfale e da cinque gradini con copertura a volte a botte che si unisce con il coro semicircolare completo di sei colonne che reggono i cinque archi con copertura a catino affrescata.
L'aula conserva le opere d'arte provenienti dall'antica chiesa: la pala d'altare posta nella seconda cappella di destra di Enea Salmeggia considerata una delle sue migliori opere intitolata Discesa dello Spirito Santo. Il dipinto raffigura la discesa dello Spirito Santo su Maria che tiene aperto sulle ginocchia il libro delle scritture e attorno a Lei gli apostoli in preghiera. Di particolare interesse il dipinto perché pare raffiguri tra i personaggi anche il suo ritratto. Nell'antica chiesa è documentata la presenza di un polittico opera di Bartolomeo Vivarini, purtroppo andato perduto nel XIX secolo.